# Hulda Ryberg
Hulda Aurora Catarina Elisabeth Ryberg, född 30 januari 1836 i Simrishamn, död 27 april 1924 i Paris, var en svensk konstnär.
Hon var dotter till kommissionslantmätaren Tuve Ludvig Ryberg och Katarina Charlotta Kemner samt syster till Freja Ryberg. Hon flyttade till Paris på 1860-talet och var där verksam som konstnär. Ryberg var från början inriktad mot genremåleri och medverkade i utställningar med Norrlands konstförening i Sundsvall i mitten av 1880-talet. På Parissalongen visade hon upp ett antal porträtt och hon medverkade även i Världsutställningen 1889. Under 1890-talet arbetade hon med porslinsmåleri. 